# ويليام د. بوند
ويليام د. بوند (بالإنجليزية: William D. Bond)‏ هو مهندس أمريكي، ولد في 2 يناير 1931.